# 5896 Narrenschiff
5896 Narrenschiff eller 1982 VV10 är en asteroid i huvudbältet som upptäcktes den 12 november 1982 av den rysk-sovjetiska astronomen Ljudmila Karatjkina vid Krims astrofysiska observatorium på Krim. Den är uppkallad efter Narrenschiff av Sebastian Brant.